# Bolitoglossa obscura
Bolitoglossa obscura (tên tiếng Anh: Tapantí Giant Salamander) là một loài kỳ giông thuộc họ Plethodontidae.
Đây là loài đặc hữu của Costa Rica.
Môi trường sống tự nhiên của chúng là vùng núi ẩm nhiệt đới hoặc cận nhiệt đới.